# Ophicardelus ornatus
Ophicardelus ornatus är en snäckart som först beskrevs av Ferussac 1821.  Ophicardelus ornatus ingår i släktet Ophicardelus och familjen dvärgsnäckor. Inga underarter finns listade i Catalogue of Life.